# Hellerup Fægte-Klub
Hellerup Fægte-Klub (HFK) er en dansk fægteklub, der blev stiftet i 1944. Hellerup Fægte-Klub har lokaler i Hellerup Havn, Strandparksvej 46. Klubbens mål er at udbrede fægtning til alle interesserede. Klubben hører under Dansk Fægte-Forbund (DFF).

## Cheftrænere
Hellerup Fægte-Klub har som en af de eneste danske klubber en fuldtids cheftræner, som varetager den daglige træning og klubbens udvikling.
- 2016: Mads Hejrskov (Danmark)
- 2014-2015: Ferenc Toth (Ungarn)
- 2003-2013: Andrey Klyushin (Rusland)
- 2001-2002: Swen Stritmatter (Tyskland)
- 1978-2000: Marian Witzcak (Polen)
- 1973-1976: Andre Wojcikiewicz (Polen)

## Resultater
Hellerup Fægte-Klub har leveret mange gode resultater gennem tiderne.
I nyere tid har klubben fået en række store resultater. Kårdefægteren Patrick Jørgensen vandt i 2015 bronze til verdensmesterskaberne i Rusland, og sikrede dermed Danmark sin første individuelle medalje til et VM siden 1950'erne. I 2016 opnåede kårdefægteren Frederik Von Der Osten en femteplads til EM i Toruń, og til samme mesterskab blev det danske herre kårdelandshold, bestående af fire fægtere fra HFK, nr. 6 i holdturneringen. Tidligere har Frederik Von der Osten vundet EM-guld for juniorer i 2012 og Verdensranglisten for juniorer samme år.
Af tidligere store fægtere har klubben bl.a. været hjemmebane for Ivan Kemnitz, som gennem sin mere end 40 år lange karriere, heraf de 17 år i Hellerup, nåede at vinde ikke mindre end 44 danmarksmesterskaber, hvilket gør ham til efterkrigstidens mest vindende danske fægter.
I 1996 kvalificerede den femdobbelte verdensmester i femkamp Eva Fjellerup sig til OL i Atlanta, hvor hun sluttede som nr. 32. Syv år senere leverede fleuretfægteren Kasper W. Peterson en af de bedste danske VM-præstationer ved VM i Cuba i 2003, hvor han sluttede som nr. 16.
Den østrigske fleuretfægter Roland Schlosser har ligeleds kvalificeret sig til OL i sin tid i HFK, da han kvalificerede sig til OL i Beijing 2008, samt OL i London i 2012. Roland Schlosser har tidligere vundet EM-bronze i sin tid i klubben.